# Opal Bogard
Opal Belle Bogard, coniugata Roberts (Brownfield, 25 aprile 1942 – Segovia, 28 agosto 2008), è stata una cestista statunitense.

## Carriera
Attiva nella AAU, disputò i Campionati mondiali del 1964.